# 아르군 칸

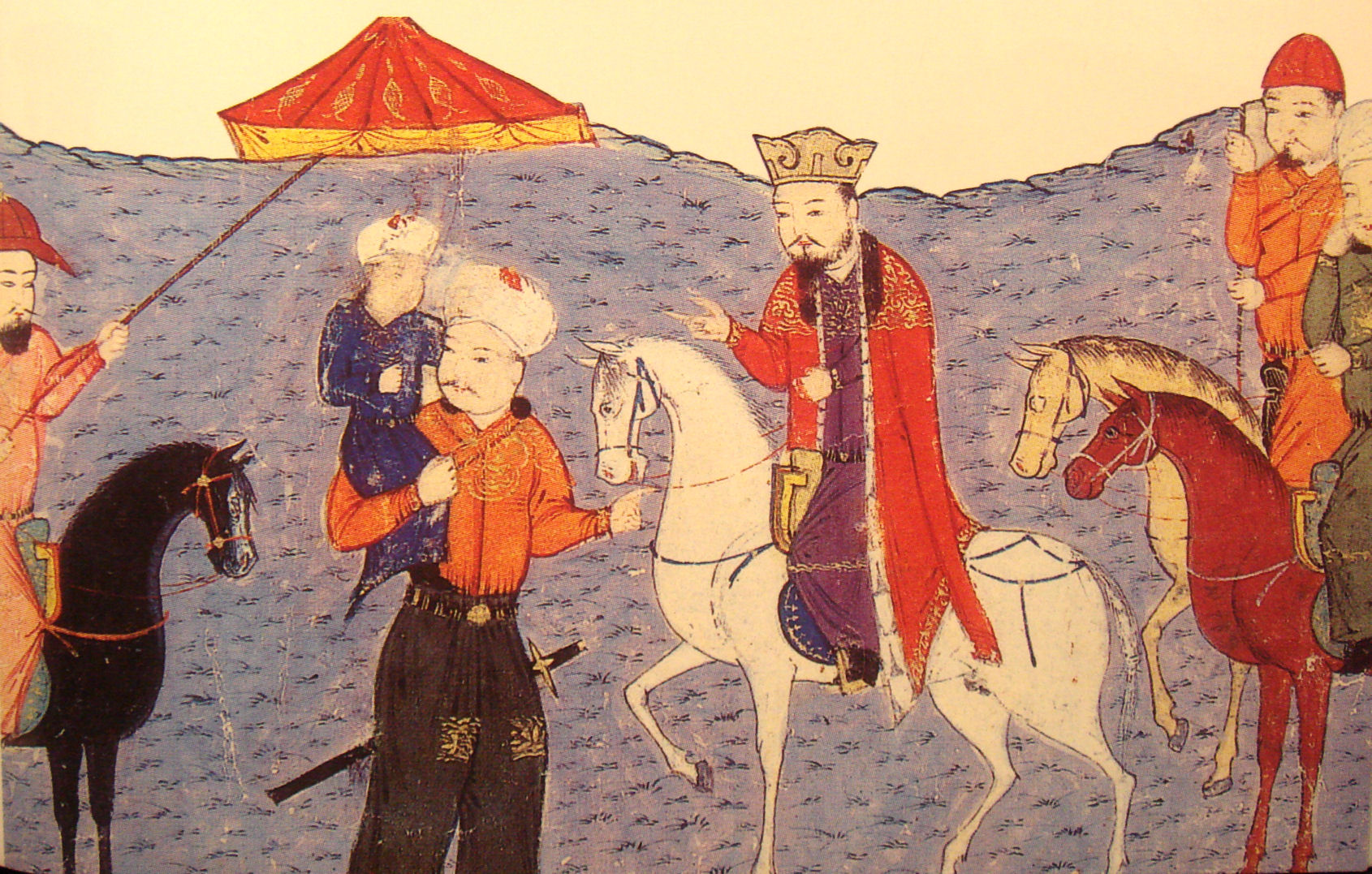

아르군 칸(阿魯渾汗, 1258년 ~ 1291년 3월 7일)은 일 칸국의 제4대 칸(재위 : 1284년 ~ 1291년)이다.
아르군 칸은 아바카 칸의 아들로 불교도였지만 기독교에도 우호적이었다. 성지에서 무슬림에 대항하여 프랑크 - 몽골 동맹을 형성하기 위한 시도로 유럽에 여러 차례 사신을 보낸 것으로 알려져 있다. 쿠빌라이 칸에게 새 신부를 요구하였는데 어린 코코진을 데려오는 일은 마르코 폴로에 의해 수행되었다. 아르군은 그녀가 도착하기 전에 죽고 그녀는 그의 아들 가잔과 결혼하였다.
| 전임 테쿠데르 | 제4대 일칸국의 칸 1284년 - 1291년 | 후임 가이하투 |